# Breza (okres Námestovo)
Breza je obec na Slovensku v okrese Námestovo.

## Historie
První známá písemná zmínka o obci Breza je v daňovém soupisu z roku 1593. Osada v té době ještě neplatila zeměpánů žádné daně, ale její obyvatelé si stavěli nové domy na drsných a hornatých místech. Je to nepřímý důkaz toho, že osada existovala již několik let předtím. Proto se za rok vzniku považuje rok 1590. Název Breza dostala údajně podle březového háje, který se nacházel na začátku vesnice. V Breze se obyvatelé od počátku věnovali zemědělství, chovu dobytka. Obec se rychle rozvíjela a v roce 1761 měla už 400 obyvatel. V roce 1867 žilo v obci 200 rodin a 1 005 obyvatel, kteří chovali 185 koní, 235 volů, 193 krav, 160 jalovic, 68 telat, 796 ovcí a 296 jehňat, 105 koz, 194 prasat a 372 hus. V roce 1882 měla obec Breza 191 domů a 1 203 obyvatel. Klidný život a rozvoj obce téměř každoročně narušovaly povodně (největší v letech 1818 a 1958), ale i požáry, které nadělali nemalé škody (1929, shořelo 75 domů a 247 hospodářských budov). Obec však neobešly ani epidemie cholery, při níž v roce 1831 zemřelo od září do prosince 136 lidí a v roce 1873 zemřelo 52 lidí.
Řeka Bílá Orava poskytovala možnost obživy i výdělku při dopravě dřeva, a tak lidé pltníčili do Tvrdošína, ale i do Žiliny. Po nástupu fašismu k moci a po vypuknutí 2. světové války mnozí obyvatelé se zbraní v ruce vystoupili v Slovenském národním povstání. Mnozí z nich položili své životy v boji za osvobození. Po osvobození se život změnil. Vesnice se začala zvelebovat. Začalo se stavět a postupem času bylo v obci otevřeno zdravotní, kulturní a o něco později obchodní středisko.

## Geografie
Obec se nachází v nadmořské výšce 657 metrů a rozkládá se na ploše 22,52 km². K 31. prosinci roku 2017 žilo v obci 1 626 obyvatel.

## Památky
- Římskokatolický kostel Panny Marie Sněžné z roku 1908
- Kaple Panny Marie Sedmibolestné z roku 1590
- Kaple Panny Marie Matky církve z roku 1617

## Rodáci
- Michael Matejčík byl 7. 11. 1773 Marií Terezií povýšen do šlechtického stavu za to, že z pověření oravského panstva postavil cestu z Párnice do Kraľovian přes neschůdné skály. Dal postavit i první most přes řeku Oravu z Dolného Kubína, směrem na Kráľovany. Armáles rodu byl zveřejněn roku 1774 na generální kongregaci Oravské stolice.
- Augustín Maťovčík (1938), literární historik